# Rio Buba (Bistriţa-Năsăud)
O Rio Buba é um rio da Romênia afluente do Rio Izvorul Lung, localizado no distrito de Bistriţa-Năsăud.